# Plovdiv
Plovdiv (bugarski: Пловдив) je drugi po veličini bugarski grad, odmah iza Sofije, sa svojih 379,882.stanovnika. Plovdiv je upravno sjedište Plovdivske oblasti u južnoj Bugarskoj i tri općine: Plovdivske, Maričke i Rodopske. To je grad velikog povijesnog kontinuiteta, već od antičkog doba je najveći grad i središte gornje Trakije. 
Plovdiv je iznimno značajan gospodarski, kulturni, učilišni i transportni centar tog dijela Bugarske.
Plovdiv je jedan od najstarijih europskih gradova, Izvorno je podignut od Tračana, da bi se vremenom premetnuo u važno središte kojim su upravljali Grci i Rimljani u antici. Tokom srednjeg vijeka Plovdiv je zadržao svoj značaj i padao iz ruke u ruku između Bizanta i Bugarske. U XIV. st. grad je potpao pod Otomansko Carstvo, od 1878. godine, Plovdiv je bio sjedište Istočne Rumelije, autonomne pokrajine Osmanskog Carstva. Od 1885. godine Plovdiv je u sastavu Kneževine Bugarske. 
Plovdiv se nalazi u južnom dijelu Plovdivske doline, na obalama rijeke Marice. Povijesno Plovdiv je bio grad na sedam brežuljaka (visine do 250 metara, danas ima samo šest brežuljaka, ali ga i danas Bugari zovu Grad na sedam brežuljaka.
Plovdiv je grad domaćin Međunarodnog Plovdivskog sajma, povijesno značajne gospodarske manifestacije tog dijela Europe, kao i međunarodnog kazališnog festivala Scena na raskršću.
Plovdiv je grad s mnogo antičkih objekata i iskopina poput;  amfiteatra, rimskog odeona, rimskog stadiona, arheološkog kompleksa Eirene i drugih.

## Ime
Plovdiv je u svojoj dugoj povijesti često mijenjao ime. Prvobitno tračko naselje zvalo se Eumolpias. Filip II. Makedonski osvojio je grad i cijelo područje 342. – 341. pr. Kr. i prezvao grad po svom imenu u Filipopolis, Philippoupolis (grčki: Φιλιππούπολις). Kasnije tračko ime grada Pulpu-deva, bio je prijevod grčkog imena grada: Philippou (Filipov) polis (grad). Kad su Rimljali ovladali gradom, dali su mu svoje ime: Trimontium (latinski: tri brda, to je stvarna zemljopisna odrednica grada). Za ranog srednjeg vijeka i vladavine bizanta grad njegovi stanovnici Bugari ponovo zovu po grčkom Philippoupolis, ali i Paldin (Пълдин) ili Plavdiv (Плъвдив). Za Otomanskog Carstva grad se zvao Filibe, europljani su kao i grci nastavili zvati grad sve do 19. st. Philippoupolis (Grci ga tako i danas zovu).

## Zemljopisne osobine
Plovdiv leži na obalama rijeke Marice, udaljen oko 152 km jugoistočno od glavnog grada Sofije. 
Grad se smjestio na južnom dijelu vrlo plodne Doline Plovdiv, aluvijalne tvorevine u gornjoj Trakiji. Padine Sredne Gore uzdižu se na sjeverozapadu, s istoka tu dolinu zatvaraju planina Čirpan, a s juga Rodopski paninski masiv.
Izvorno grad je podignut na južnim obalama rijeke, ali se u posljednjih sto godina proširio i na sjevernu obalu rijeke Marice. 
Današnji Plovdiv prostire se na površini od 101 km², s 3352 stanovnika na km².
Povijesni dio grada podignut je na šest šumovitih brežuljaka zvanih tapeta. Još početkom 20. st. bilo ih je sedam, ali je je jedno od njih Markovo tepe razgrađeno. Ti brežuljci se zovu; Džendem tepe, Bunardžik tepe, Sahat tepe, Nebet tepe, Džambaz tepe i Taksim tepe. Na posljednja tri (bugarski: Трихълмие), prostire se najuži centar grada.

## Klimatske osobine
Plovdiv ima umjerenu kontinentalnu klimu s utjecajem Mediterana, tipičnu za taj dio jugoistočne Europe, s vrlo toplim i sušnim ljetima i prilično hladnim zimama.
Prosječna godišnja temperatura u gradu je 12,3 °C. Najviša je u prosjeku u mjesecu srpnju – 30,3 °C, najviša ikad izmjerena bila je 45 °C, izmjerena 2000. godine. Prosječna najniža temperatura je 6,5 °C, a najniža ikad izmjerena bila je  −31,7 °C. 
Prosječna količina vlage je 73 %, najviša je prosincu 86 % a najniža u kolovozu 62 %. Ukupno padne 540 mm – padalina, najviše u svibnju i lipnju prosječno po 66,2 mm, a najsušniji mjesec je kolovoz kad padne samo 31 mm padalina. Prosječni broj dana sa sniježnim pokrivačem je 33, koji je obično visok 2 – 4 cm.

## Povijest grada

#### Za antike
Plovdiv je jedno od najstarijijih europskih naselja, vršnjak je Troje i Mikene, a stariji od Rima,Kartage i Konstatinopola. 
Arheolozi su pronašli finu keramiku i druge svakodnevne uporabne predmete neolita, koji govore da je već pri kraju VII. tisućljeća pr. Kr. tu postajalo naselje. Po Ammianusu Marcellinusu, Plovdiv je na kraju brončanog doba tračko utvrđeno naselje pod imenom Eumolpias. 
U IV st ovo naselje je središte trgovačkog sajma zvanog – panegiris). 342. pr. Kr., osvaja ga Filip II. Makedonski, otac Aleksandra Velikog i naziva po sebi Filipov grad – Philippopolis (Φιλιππόπολις). 
Kasnije su grad ponovno osvojili Tračani kojji su ga nazvali Pulpudeva (jednostavno prevevši Filipovo ime grada Philipopolis na svoj jezik).
72. pr. Kr. grad je zauzeo rimski general Marko Terencije Varon Lukul i uključio ga u Rimsko Carstvo. Grad je prezvan u Trimontium (Trobrdac). Plovdiv je dobio status grada na kraju I st. Za Rimljana je Plovdiv bio važan grad u Gornjoj Trakiji, najveći grad u čitavoj provinciji (iako ne i glavni). U to doba Via Militaris (zvana još i Via Diagonalis), jedna od najznačajnijih rimskih balkanskih cesta prolazila je kroz grad. Grad je imao visoko razvijen vodovodni sustav, dvostruke zidine, dio tih objekata iz rimskih vremena danas je samo manjim dijelom iskopan.

#### Srednji vijek
Slaveni su definitivno naselili teritorij Plovdiva sredinom 6. st. Po osnutku Prve Bugarske države 681. godine Philipopolis je postao važna granična utvrda Bizantskog Carstva. Bugarski kan Krum bio je prvi bugarski vladar koji je ovladao Plovdivom 812. godine, ali je grad postao dio Bugarskog Carstva 834. za vrijeme vladavine kana Malamira. Grad je ostao pod Bugarskom vlašću vrlo malo, ponovno ga je zauzelo Bizantsko Carstvo 855. – 856. Pod bizantskom vlašću grad je postao središte vjerskih hereza koje su se s granica širile u unutrašnjost carstva.  
Iz Philippopolisa su se širile dualističke vjerske doktrine, koje su se nakraju oblikovale u bogumilstvo. 
970. godine, veliku azijsku armiju Bizantskog Carstva pobijedili su Bugari. Nakon toga gradom vlada Bizantsko Carstvo uz dva kratka prekida, kada grad zauzima bugarski kralj Kalojan.
Godine 1208. Kalojanova nasljednika Borila, pobijedila je vojska Latinskog Carstva u Bitci kod Plovdiva. 
Za vrijeme Latina Plovdiv je glavni grad Kneževine Philippopolis, kojom vlada Renier de Trit, te kasnije Gerard de Strem. Bugari se vraćaju vraćaju vlast nad Plovdivom za vladavine Ivana Asena II.,  između 1225. i 1229. godine. Godine 1263. na vlast u Plovdivu vraća se obnovljeno Bizantsko Carstvo, zatim se ponovo vraćaju Bugari s Đurom Terterom II. Bugarskim, 1322. godine. Bizantsko Carstvo se ponovno vraća 1323. godine. Godine 1344., Plovdiv je uz još osam gradova Bugarima poklonio car Ivan V. Palajologos, kao nagradu za sudjelovanje Ivana Aleksandra Bugarskog u bizantskom građanskom ratu.
Godine 1364. Turci su pod vodstvom paše Lale Šakina zauzeli Plovdiv, grad je nazvan Filibe, postao je sjedište VilajetaRumelija sve do 1382. godine, kad je zauzeta Sofija, koja je postala glavni grad.

#### Plovdiv za vrijeme nacionalnog buđenja
Pod vlašću Otomanskog Carstva, Plovdiv je bio najznačajnije središte bugarskog nacionalnog pokreta u Istočnoj Rumeliji.
Za vrijeme tog razdoblja Plovdiv je značajno gospodarsko sjedište uz Istanbul, Jedrene i Solun. Bogati građani podižu kuće u historicističkim stilovima, to danas predstavlja arhitktonsko nasljeđe Plovdiva. Plovdiv je bio sjedište sandžaka Rumelija 1364. – 1864., te potom sjedište sandžaka u Vilajetu Edirne, kad je osnovan između 1864. – 1878.
Plovdiv je postao sjedište borbe za bugarsku crkvenu samostalnost (autokefalnost) jednu vrst mirne građanske revolucije. 
Lideri tog gibanja bili su Najden Gerov, Dr. Valkovič, Joakim Gruev i brojne druge osobe. Godine 1836. osnovana je prva škola na bugarskom jeziku, a 1850. godine otpočelo je suvremeno svjetovno obrazovanje otvaranjem škole "Sv. Kirila i Metoda". Dne 11. svibnja 1858. po prvi put nakon nekoliko stoljeća slavljen je dan Sv. Kirila i Metoda, dan koji će poslije postati nacionalni praznik. Godine 1858. u crkvi Djevice Marije po prvi put za božić te godine, služena je misa na bugarskom jeziku od početka otomanske okupacije. Godine 1868. osnovna škola, proširena je i postala je prva škola bugarskog jezika, brojni bugarski intelektualci, političari i crkveni velikodostojnici pohađali su tu školu.
Grad je oslobođen od Turaka nakon Bitke za Plovdiv 1878. godine.

#### Istočna Rumelija
Po ugovornim točkama Sanstefanskog mira od 3. ožujka 1878. Kneževini Bugarskoj pripale bi zemlje u kojima živi većinsko bugarsko stanovništvo. Plovdiv kao veliki i propulzivni Bugarski grad, odabran je za sjedište obnovljene zemlje i sjedište privremene ruske vlade.
Velika Britanija i Austro-Ugarska, nisu pozitivno gledale na Sanstefanski mir i nisu to odobravale, zato su inzistirale na Berlinskom kongresu, po kojem je netom oslobođena Bugarska podijeljena na više dijelova. Tako je Istočna Rumelija postala neovisna zemlja s Plovdivom kao glavnim gradom,  Otomansko Carstvo priredilo je ustav i poslalo guvernera ove tvorevine. Tada je grad imao oko 33 500, od toga je 45 % bilo Bugara, 25 % Grka, 21 % Turaka, 6 % Židova i 3 % Armenaca.
U proljeće 1885. godine Zahari Stojanov osnovao je Tajni bugarski centralni revolucionarni komitet u gradu koji je trebao raditi na promicanju ideje ujedinjenja između Bugarske i Istočne Rumelije.  5. rujna nekoliko stotina naoružanih pobunjenika iz mjesta Golemo Konjare (danas Sjedinjenje) krenulo je na Plovdiv. U noći između 5-6, rujna, ovaj pobunjenički odred pod vodstvom Danila Nikolajeva zauzeo je grad i preuzeo kontrolu od Generalnog guvernera Gavrila Krasteviča. Nakon toga osnovana je privremena vlada s Georgijem Stranskim na čelu i najavljena opća mobilizacija.
Nakon poraza Srbije u Srpsko-Bugarskom ratu, Bugarska je s Turskom sklopila sporazum po kojem će Kneževina Bugarska i Istočna Rumelija imati zajedničku vladu, parlament, upravu i vojsku. 
Danas se 6. rujna slavi kao Dan ujedinjenja i Dan grada Plovdiva.

#### Plovdiv danas
Nakon ujedinjenja Plovdiv je postao drugi grad po veličini i značaju u Bugarskoj. Prva željeznička pruga do grada izgrađena je 1874. godine, a 1888. godine Plovdiv je spojen sa Sofijom. Godine 1892. održan je prvi svebugarski sajam u Plovdivu (uz brojne inozemne izlagače), nakon toga Plovdiv je postao značajan sajamski grad, a Plovdiski sajam značajna međunarodna priredba. Odmah po oslobođenju grada u gradu je proradila prva pivovara.

Na početku 20. st. Plovdiv je izrastao u značajno, trgovački i industrijsko središte (prehrambena i laka industrija) mlade Bugarske države u koji su dosta investirali Nijemci, Francuzi i Belgijanci. 1939. godine u gradu je bilo 16 000 obrtnika i 17 000 radnika koji su bili uposleni u tvornicama i pogonima za proizvodnju hrane i duhana. 
Godine 1943. 1500 gradskih židova spasio je od koncentracijskih logora od tadašnji episkop grada Plovdiva – Kiril, on je kasnije postao Bugarski patrijarh.
1960-te i 1970-te su bile godine velike socijalističke izgradnje, tada je izgrađen veliki dio grada.Između 1970-ih i 1980-ih rađeno je puno na iskopavanju antičkih spomenika u gradu, tada je temeljito obnovljen Stari grad. 

## Vanjske poveznice
- O Plovdivu na stranicama Bugarske povijesti
- Virtualna šetnja Plovdivom
- Obavijesti o Plovdivu  Arhivirana inačica izvorne stranice od 5. kolovoza 2006. (Wayback Machine)
- Slike iz Plovdiva (starog grada)
- kroz oblast Plovdiv[neaktivna poveznica]
- Stari Plovdiv
- Službene stranice grada